# Catagramma peruviensis
Catagramma peruviensis är en fjärilsart som beskrevs av Dillon 1948. Catagramma peruviensis ingår i släktet Catagramma och familjen praktfjärilar. Inga underarter finns listade i Catalogue of Life.